# Fabrizio Turriozzi
Fabrizio Turriozzi (Toscanella, 16 novembre 1755 – Roma, 9 novembre 1826) è stato un cardinale italiano.

## Biografia
Nacque a Toscanella il 16 novembre 1755.
Papa Pio VII lo elevò al rango di cardinale nel concistoro del 10 marzo 1823.
Morì il 9 novembre 1826 all'età di 70 anni.